# Startrampe (Rakete)
Startrampen für Raketen sind transportable oder fest installierte Bauwerke, die die Rakete bis kurz vor ihrem Start fixieren. Versorgungsleitungen und Messkabel, mit denen die Rakete verbunden ist, werden teilweise erst unmittelbar nach dem Start getrennt. Startrampen sind zu unterscheiden von Raketensilos.

## Einrichtungen für ungelenkte und gelenkte Raketen
Ungelenkte und durch einfache Leitwerke gelenkte Raketen müssen möglichst schnell beschleunigt werden, da diese die umströmende Luft und die Eigenrotation zur Stabilisierung ihrer Flugbahn benötigen. Daher sind Startrampen zu finden, in die ein Katapult zur Beschleunigung des Flugkörpers eingebaut ist. Alternativ kann auch ein Startturm die Führung der Rakete übernehmen.
Startrampen für gelenkte Raketen besitzen stattdessen nur Wartungsgerüste (Versorgungsturm, Montageturm).

## Fest installierte Startrampen (mit teils mobilen Bestandteilen)

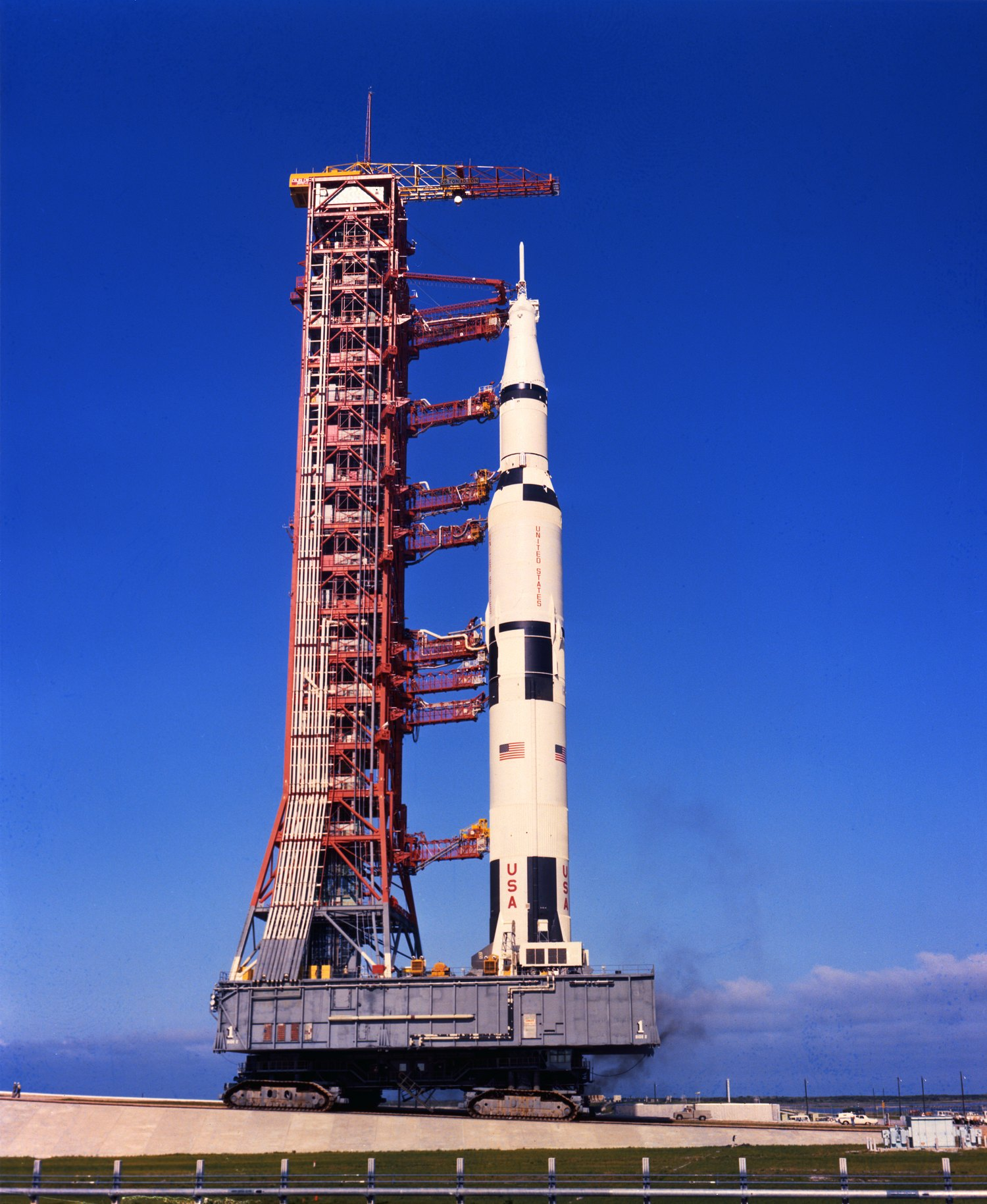
Saturn V mit Versorgungsturm auf einem Mobile Launcher Platform, darunter der Crawler-Transporter

Für größere Raketen werden Startrampen auf einer großen betonierten Fläche fest installiert. Die Rakete steht auf einer tischartigen Konstruktion, dem so genannten Starttisch.
Dieser Tisch kann auch mobil sein und wird beispielsweise als Mobile Launcher Platform von der NASA verwendet. Große Raketen werden bereits auf einem solchen mobilen Starttisch im Vehicle Assembly Building montiert und dann von dort auf dem Tisch mittels eines Crawler-Transporters zur eigentlichen Startrampe gefahren. Bei einigen Raketen wie etwa der riesigen Saturn V wurde auch der Versorgungsturm auf dem Tisch mit transportiert.
Für den Start von Flüssigkeitsraketen müssen Startrampen stets über ein aus Sicherheitsgründen fernbedienbares Betankungssystem verfügen. Zu jeder Startrampe gehört ein entweder als Bunker ausgeführter oder in einem gepanzerten Fahrzeug untergebrachter Leitstand, der so genannte Startleitstand. Er dient zur Durchführung der Startprozedur und zur Überwachung des Fluges der Rakete. Die Gesamtheit aus Startrampe und den dazugehörigen Anlagen wird auch Startkomplex genannt.

## Mobile Startrampen
Eine mobile Raketenstartrampe ist ein Fahrzeug, das eine oder mehrere meist militärische Raketen trägt, diese zum Ziel ausrichten und direkt vom Fahrzeug starten kann.
Im Englischen existieren die Bezeichnungen TEL (transporter erector launcher) und TELAR (transporter erector launcher and radar), wobei letzteres auch ein eigenständiges Radarsystem voraussetzt. Beispiele hierfür sind Flugabwehrraketensystemen wie die MIM-104 Patriot oder 9K330 Tor.
Bei Boden-Boden-Raketen werden TELs sowohl für ballistische Raketen als auch für Mehrfachraketenwerfer benutzt.

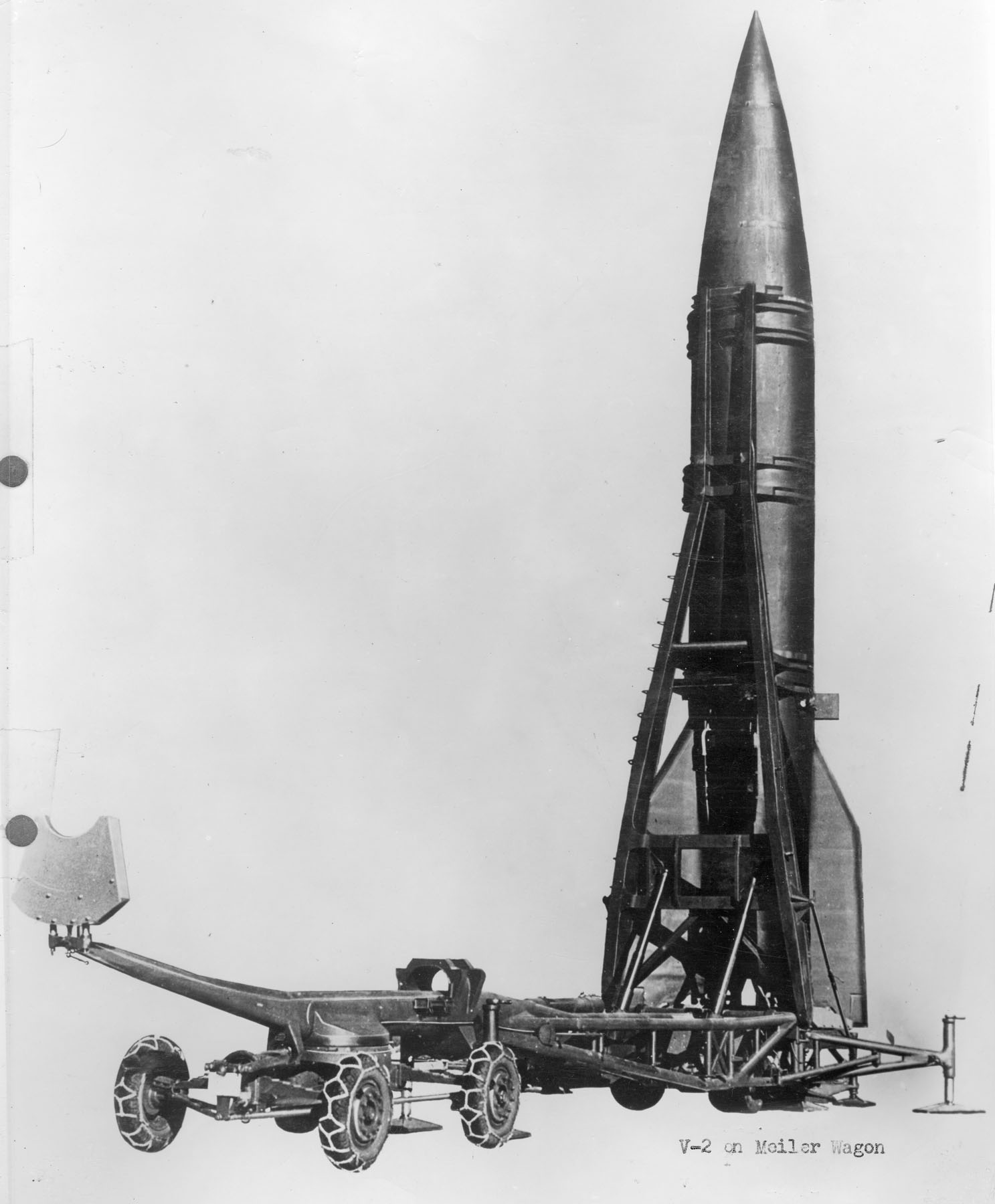
FR-Wagen für die A4-Rakete, 1944
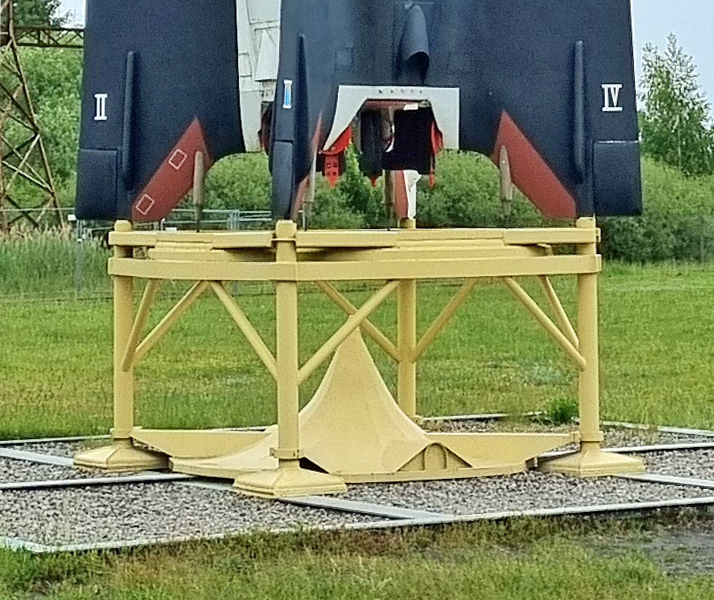
Starttisch für die A4-Rakete im HTM, 2024
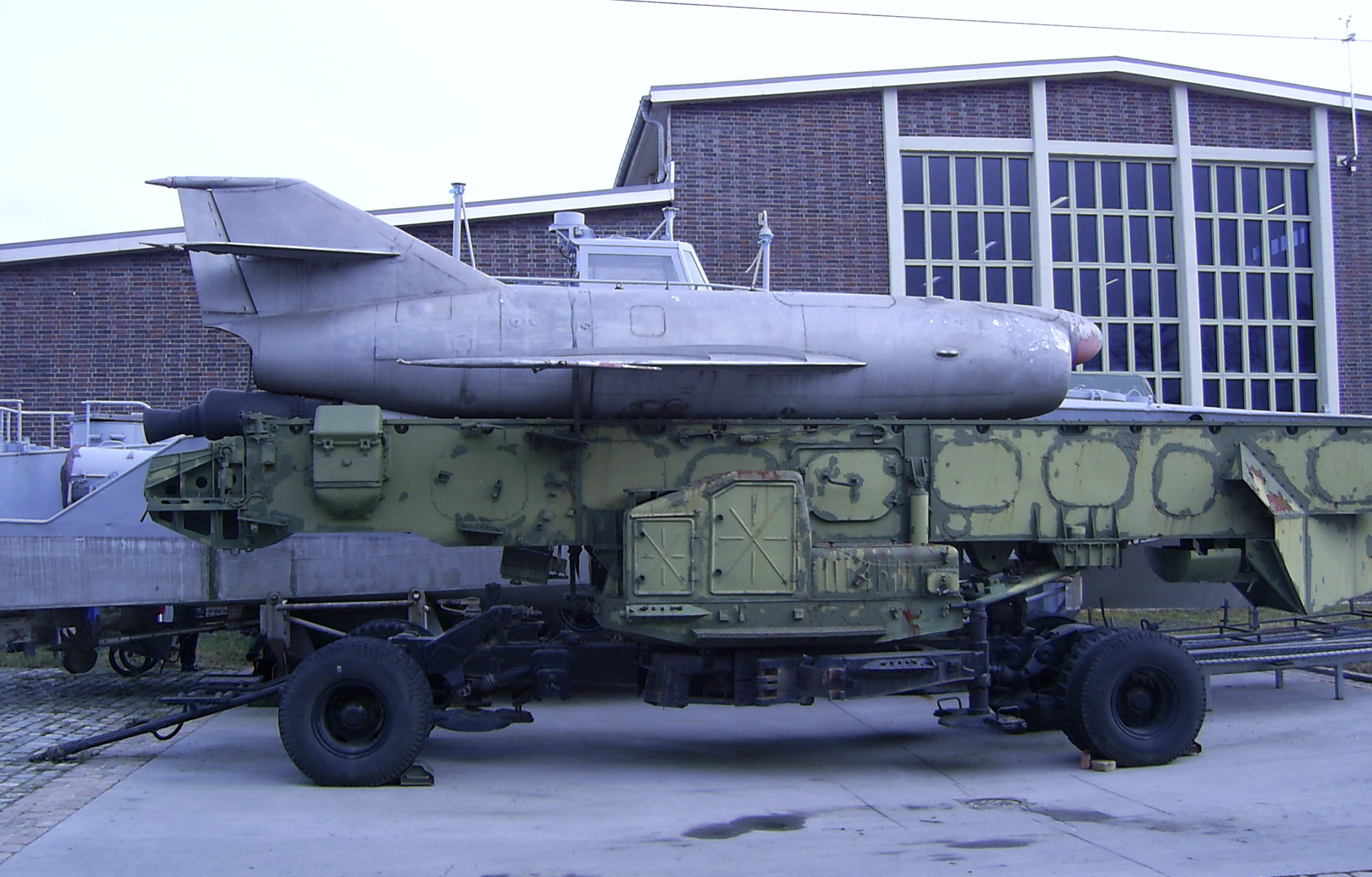
Erstes sowjetisches Küstenraketensystem Sopka, 1955
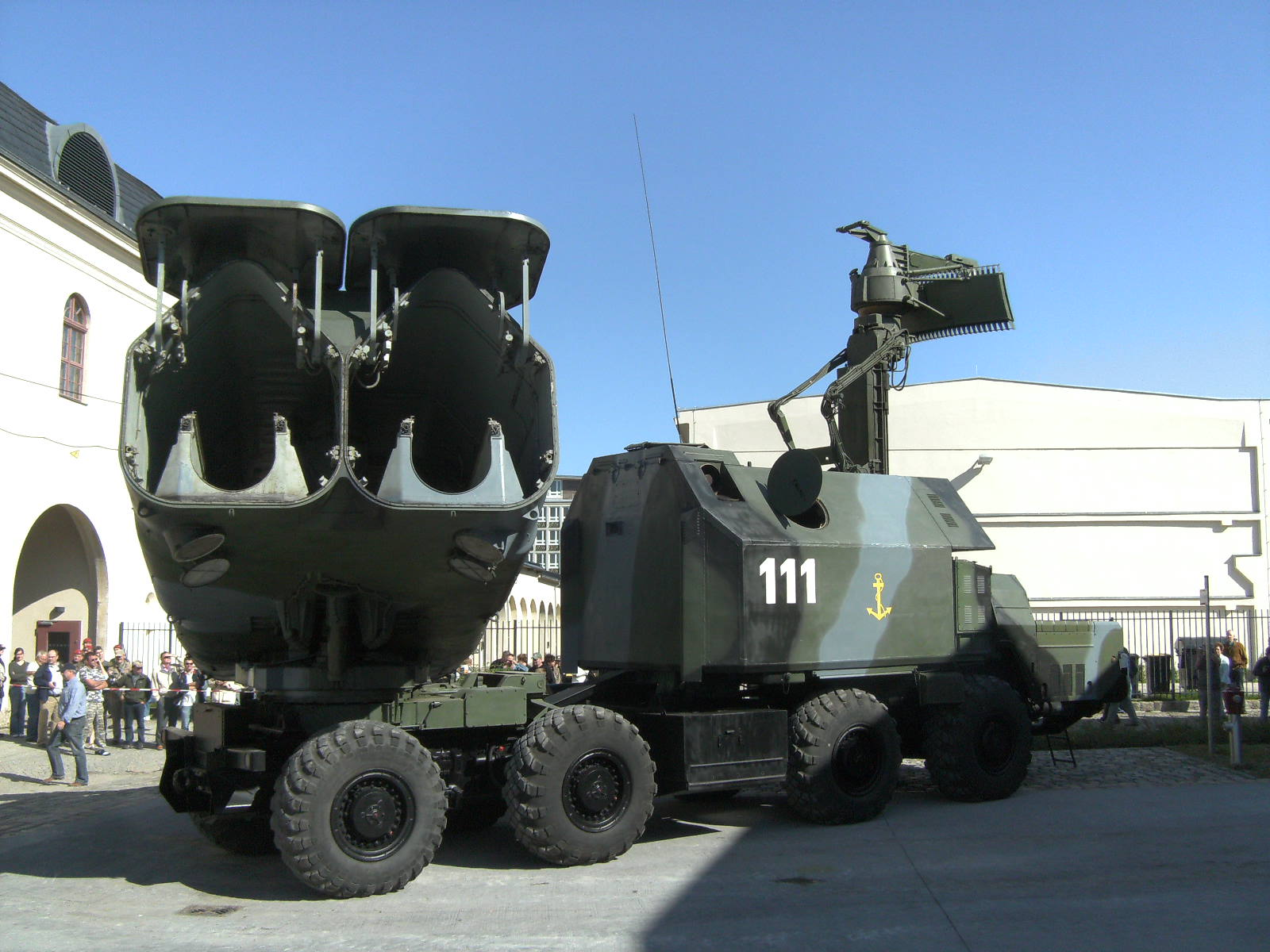
Küstenraketenkomplex Rubesch, 1980